# 新鎮県
新鎮県（しんちん-けん）は中華人民共和国河北省にかつて存在した県。現在の文安県北西部に相当する。
宋代に設置された平戎軍を全身とする。その後保定軍、保定県と改称された。中華民国が成立すると1914年（民国4年）に新鎮県と改称されている。1949年（民国38年）、文安県と統合され文新県とされた。